# Eureden
Eureden — французский сельскохозяйственный кооператив, в который входит 17 тысяч фермеров Бретани. Образован в 2020 году слиянием кооперативов Triskalia и Groupe D’Aucy. Штаб-квартира расположена в коммуне Меллак (департамент Финистер, регион Бретань).

## История
Основным предшественником является кооператив Office Central des Oeuvres Mutelles Agricoles du Finistère («Центральный офис взаимных сельскохозяйственных работ Финистера»), основанный в 1911 году в Ландерно. В отличие от большинства других аграрных кооперативов того времени, он был создан не самими фермерами, а местными предпринимателями и знатью; он предоставлял фермерам финансовые и страховые услуги. В 1966 году он был реорганизован в фермерский кооператив Coopagri Bretagne. В него входили как животноводческие, так и растениеводческие фермы, однако основной специализацией кооператива стали замороженные овощи — к 1990-м годам на Coopagri Bretagne приходилось 60 % этого рынка во Франции. Первое предприятие по заморозке было открыто в Ландерно в 1962 году. С 1965 года начало развиваться также и подразделение молочных продуктов, а в конце 1960-х годов — мясных продуктов. Основной торговой маркой кооператива стала Paysan Breton. В 1972 году был открыт первый магазин сети Point Vert. В следующие годы кооператив начал расти за счёт приобретения предприятий, в том числе за рубежом, к середине 1990-х годов деятельность в других странах приносила четверть выручки. В 1991 году было создано совместное предприятие Laïta, объединившее молочные подразделения кооперативов Coopagri Bretagne и Terrena; в 2009 году контролирующим акционером Laïta стал кооператив Even, а доля Coopagri Bretagne (позже Eureden) сократилась до 18 %.
В октябре 2010 года кооперативы Coopagri Bretagne, CAM 56 (Coopérative des Agriculteurs du Morbihan) и Eolys Union объединились под названием Triskalia. В декабре 2017 года начались переговоры о слиянии Triskalia с другой группой кооперативов Бретани, D’Aucy. История кооператива D’Aucy началась в 1968 году, первоначально он назывался Centrale coopérative agricole bretonne (CECAB, «Центральный сельскохозяйственный кооператив Бретани»); в 1979 году он поглотил производителя овощных консервов Compagnie Générale de Conserve, основанного в 1965 году, после чего был запущен бренд D’Aucy. В 1970-х годах CECAB стал крупным производителем яиц, а в 1995 году приобрёл скотобойню Europig, одну из крупнейших в Европе по забою свиней. В 2006 году был куплен венгерский производитель овощных консервов и замороженных овощей Globus. В начале 2010-х годов CECAB столкнулся с финансовыми проблемами и вынужден был продать или закрыть ряд предприятий (в том числе в России), после чего в 2015 году сменил название на D’Aucy.
Слияние состоялось в начале 2020 года, объединённый кооператив стал называться Eureden; на момент объединения выручка Eureden составляла 3,1 млрд евро, в кооператив входило более 20 тысяч фермеров.

## Деятельность

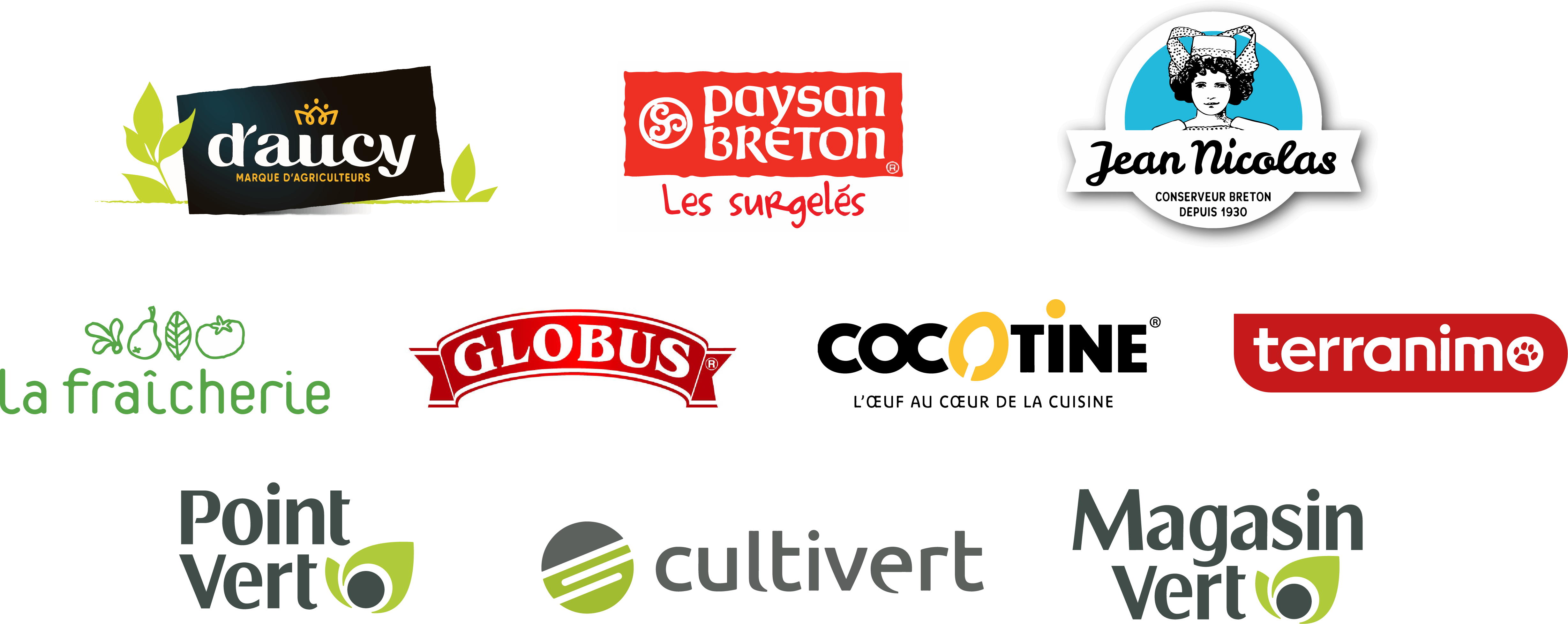
Основные торговые марки

В кооператив Eureden входит 17 тысяч фермеров, общая площадь возделываемых ими земель составляет 400 тыс. га (около половины сельскохозяйственных угодий Бретани). Кооперативу принадлежит 40 предприятий во Франции, Германии (1), Испании (3) и Венгрии (1), а также собственная розничная сеть из 200 магазинов во Франции.
Подразделения компании по состоянию на 2023/24 финансовый год:
- сельское хозяйство — выращивание зерновых и масличных культур, овощей, разведение домашней птицы и свиней, производство молока; оборот 1,9 млрд евро;
- продукты длительного хранения — производство овощных консервов под брендами D’Aucy, Globus и Jean Nicolas на фабриках во Франции, Испании и Венгрии; оборот 580 млн евро;
- заморозка — производство замороженных овощей под брендами Paysan Breton, D’Aucy и Maestro di Verdura; оборот 240 млн евро;
- яйца — разведение кур-несушек, сортировка и расфасовка яиц, производство полуфабрикатов из яиц под брендами Paysan Breton, Cocotine (Франция) и Ovofit (Германия); оборот 248 млн евро;
- мясо — производство колбас и других мясных изделий под брендами Aubret, Philippe Wagner и André Bazin; оборот 278 млн евро;
- розница — сети магазинов под названиями Magasin Vert, Point Vert, Terranimo, Cultivert, Le Récolteur и Eureden; оборот 276 млн евро;
- Capinov — тестирование агропродукции; оборот 8,5 млн евро.

## Критика
В 2019 году CECAB был оштрафован Еврокомиссией на 18 млн евро за участие в картельном сговоре. В картель, кроме CECAB, входили Bonduelle, Coroos (Нидерланды) и Conserve Italia; участники устанавливали квоты, согласовывали ценовую политику, делили регионы и оптовых покупателей.

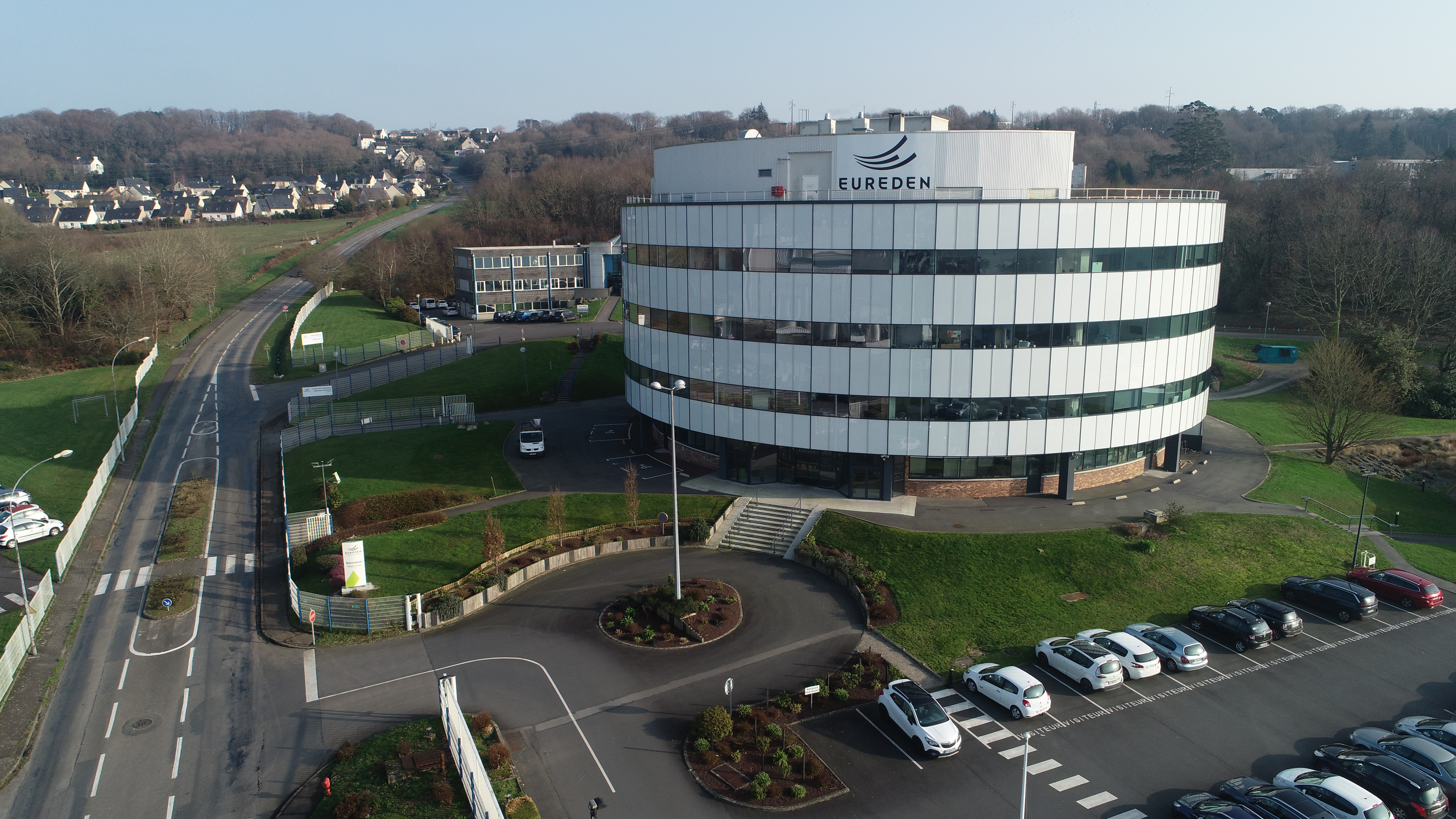
Офис в Ландерно
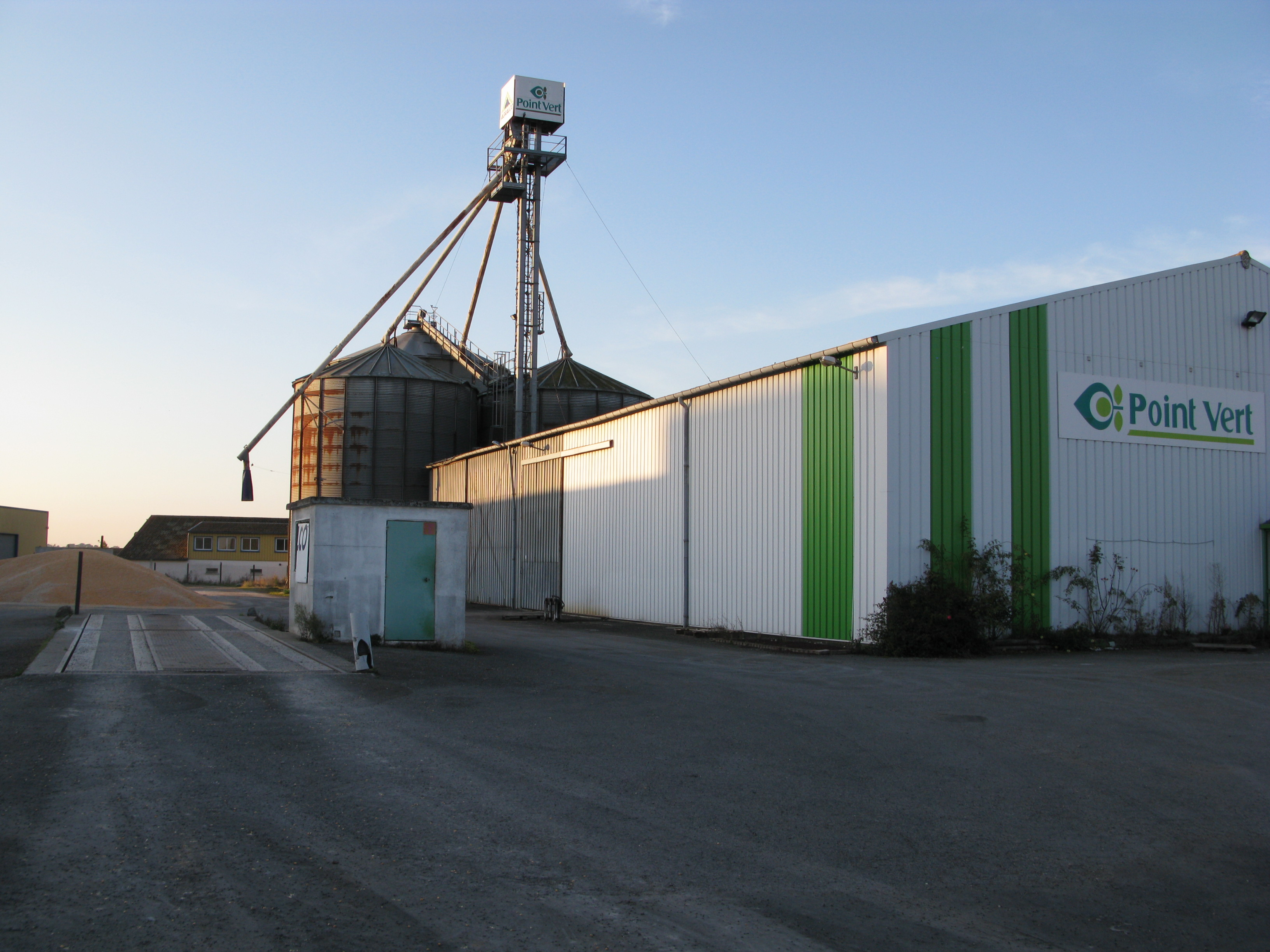
Магазин Point Vert
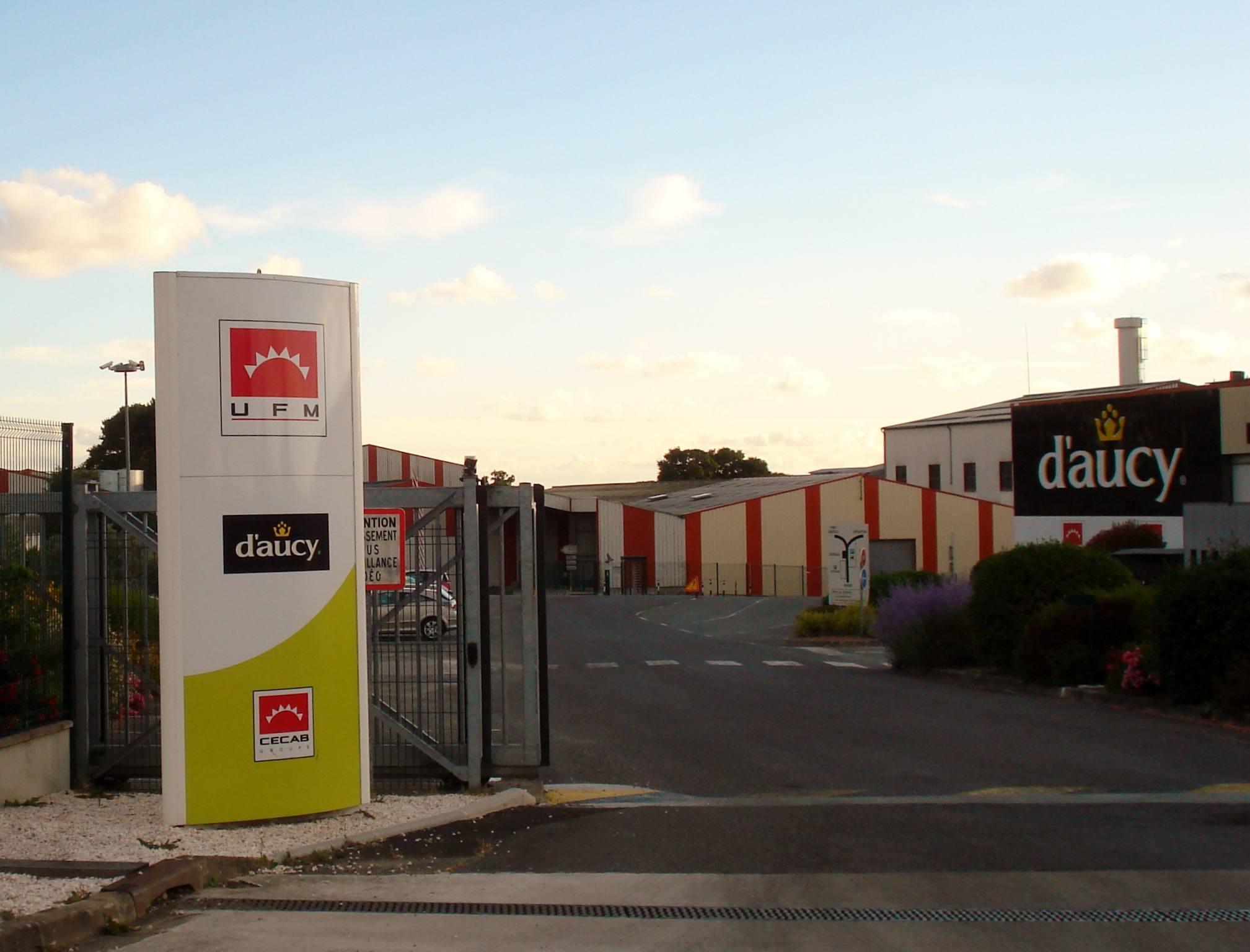
Фабрика d'Aucy
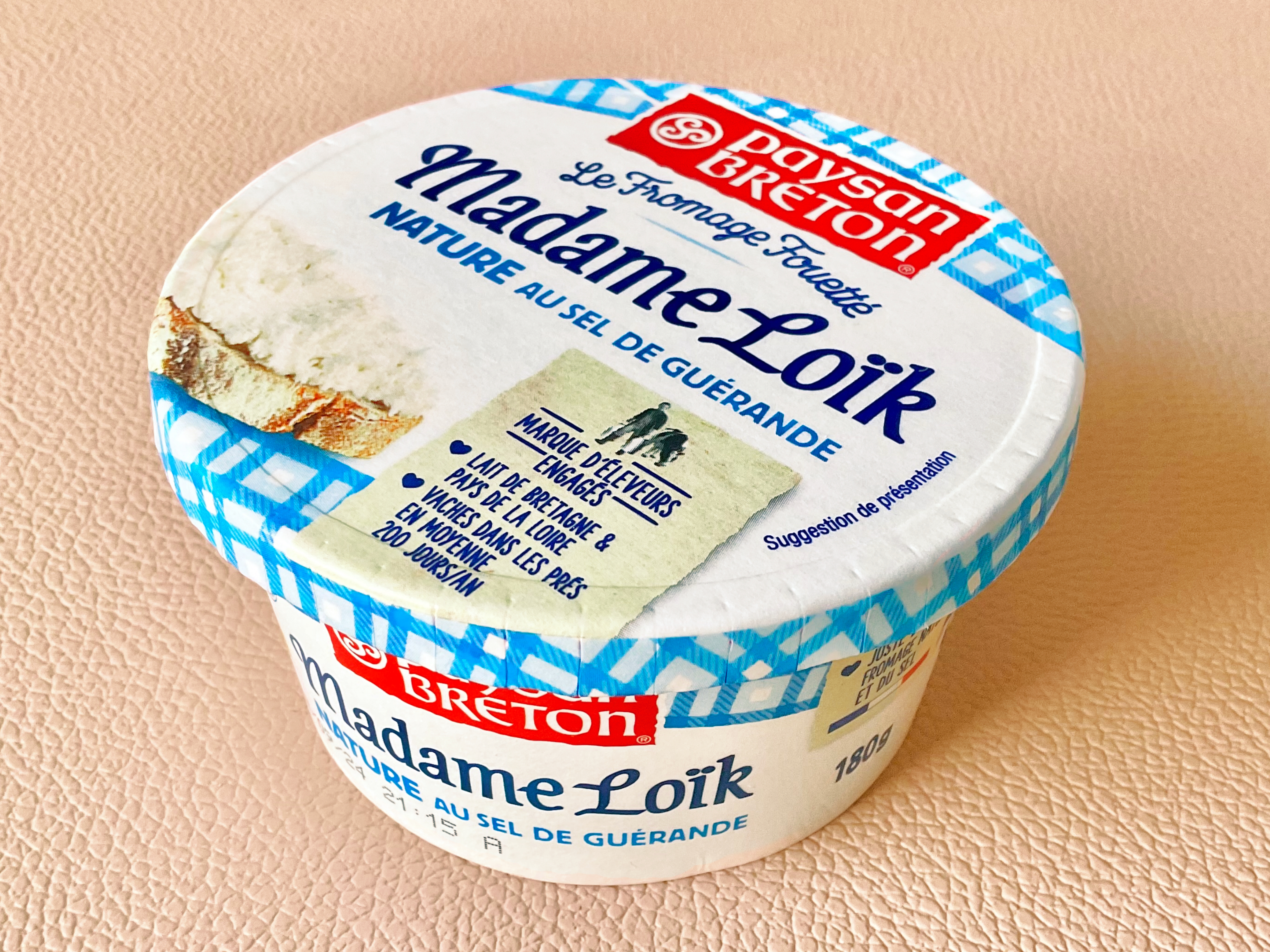
Сыр марки Paysan Breton